# قرار مجلس الأمن التابع للأمم المتحدة رقم 1236
قرار مجلس الأمن التابع للأمم المتحدة رقم 1236 هو قرار اتخذ بالإجماع في 7 مايو 1999م، بعد الإشارة إلى القرارات السابقة بشأن تيمور الشرقية (تيمور - ليشتي) بما في ذلك القرار 384 (1975) والقرار 389 (1976)، رحب المجلس باتفاق بين إندونيسيا والبرتغال بشأن مستقبل تيمور الشرقية ووجود مقترح للأمم المتحدة للمساعدة في الاستفتاء على الحكم الذاتي الخاص في تيمور الشرقية المقرر إجراؤه في أغسطس 1999.
لاحظ مجلس الأمن الجهود المتواصلة التي تبذلها حكومتا إندونيسيا والبرتغال منذ يوليو 1983 لإيجاد حل مقبول دوليا لمسألة تيمور الشرقية. ورحبت بالتقدم المحرز في الجولة الأخيرة من المحادثات في 5 مايو 1999 تحت رعاية الأمين العام كوفي عنان والتي أدت إلى سلسلة من الاتفاقات. كما تم الترحيب بالاتفاقات المبرمة بين الأمم المتحدة وحكومتي إندونيسيا والبرتغال بشأن الترتيبات الأمنية للاستفتاء.
رحب القرار باعتزام الأمين العام إنشاء وجود للأمم المتحدة في تيمور الشرقية في أقرب وقت ممكن للمساعدة في تنفيذ الاتفاقات من خلال إجراء الاستفتاء وإتاحة مستشارين للشرطة الإندونيسية. وشدد على أهمية الإبلاغ عن نتائج الاستفتاء على الحكم الذاتي أو الاستقلال، ومسؤولية إندونيسيا عن صون السلام والأمن في تيمور الشرقية وكفالة أن تتمكن الأمم المتحدة من إكمال جميع المهام في المنطقة.
رحب المجلس بإنشاء صندوق استئماني للسماح للدول الأعضاء بتقديم تبرعات لتمويل وجود الأمم المتحدة في تيمور الشرقية. وطُلب إلى الأمين العام أن يقدم تقريرا إلى المجلس بحلول 24 مايو 1999 عن تنفيذ الاتفاقات وتقديم توصيات بشأن وجود مستقبلي للأمم المتحدة، ثم يتخذ مجلس الأمن قرارا.